# بغچه‌بازی
بُغچه بازی نوعی بازی بومی و سنتی است که در بروجرد رواج داشته است. در این بازی عده ای دایره وار نیم خیز می‌نشسته‌اند و یکی از آن‌ها که سالار نام داشته با خواندن شعری، بغچه را برای یکی از آن‌ها پرتاب می‌کرده است و فرد دیگری که در میان بوده باید مانع این کار می‌شده است.

## روش بازی
حسین حزین بروجردی در کتاب «تذکره حزین: دورنمایی از شهرستان بروجرد» دربارهٔ این بازی چنین می‌گوید:
«جوانانی چابک و چالاک هر یک بفاصله دو سه متر دور از هم دایره ای نیم خیز می‌نشستند و درون دایره پر از پسران. مردی بذله گو و شعردان در سر دایره قرار داشت. دستمالی که شالی در آن نهاده و گره زده بنام بغچه بدست داشت. یکی از بازیگران که قهرمان بازی بود بالای سر او ایستاده او نیز پس از خواندن قطعه شعری برای اینکه بازیرگ را اغفال کند طوری وانمود می‌کرد که می‌خواهد بغچه را به سوی چپ دایره پرتابد کند یا بالعکس. تا او بدان سوی متمایل شدی، آن را به سوی راست برای نفر اول اندختی او هم می‌بایست به سرعت دور آنها بگردد». منبع: 

## شباهت
این بازی تا حدودی شبیه به دستش ده است.